# سنط فضي
السنط الفضي (باللاتينية: Acacia cuthbertsonii) هي شُجيرة معمرة أو شجرة موطنها الأم أستراليا. ويبلغ ارتفاعها بين متر و 5 أمتار، وهي ذات لحاء ذو قشور متساقطة على هيئة شرائح رقيقة، وتنمو داخل الأراضي الأسترالية، حيث تنتشر في معظم أراضيها الصحراوية. وثمارها في نورات أسطوانية صفراء تظهر بعد سقوط الأمطار من يناير إلى مارس، وتنمو في التربة الصخرية الحصوية، وعلى التلال والمجاري المائية، وتعتبر هذه الشجرة مقاومة للجفاف. وقد زُرعت هذه الشجرة في محطة التجارب الزراعية بديراب، في المملكة العربية السعودية

## الاستخدامات
تُستخدم هذه النبتة كمسكن للآلام من قبل السكان الأصليين لأستراليا. وتستخدم لعلاج الصداع وآلام الأسنان من قبل السكان الأصليين لأستراليا، ويستخدم خشب الشجرة لصنع جبائر لعلاج كسور العظام، وتستخدم أجزاء معينة من الشجرة لصنع ضمادات.